# Francisco de Quirós
Francisco de Quirós fue el segundo Cosmógrafo Mayor del Virreinato del Perú.
Nació en Madrid en 1590, hijo del navegante Pedro Fernández de Quirós y de Catalina de Arce. Llegó al Virreinato del Perú hacia 1616 junto con su primo Lucas de Quirós. Fue matemático y enseñó esa cátedra en la Universidad de Toledo. En 1617 fue nombrado por el 12° Virrey del Perú Francisco de Borja y Aragón como veedor de las minas de Oropesa en Huancavelica. En 1619 fue nombrado por el mismo virrey para el cargo de Cosmógrafo Mayor del Virreinato del Perú, cargo al que fue confirmado por el 13° Virrey Diego Fernández de Córdoba Marqués de Guadalcázar en 1629.
Como cosmógrafo mayor, debía examinar a los pilotos y a sus instrumentos de navegación, así como elaborar tablas astronómicas; pero además cumplir funciones como visitador de navíos o arquitecto civil, de minas y militar. Como cartógrafo se sabe que fue enviado a Valdivia por el virrey Luis Jerónimo Fernández de Cabrera y Bobadilla, Conde de Chinchón, junto con el capitán Pedro de Badía, para levantar cartográficamente dicho puerto. Esta es la única noticia que se tiene de un trabajo cartográfico que hubiese llevado a cabo.  El trabajo fue llevado de muy mala manera, motivando que el virrey Pedro Álvarez de Toledo y Leiva Marqués de Mancera escribiese que Quirós: 

trajo las medidas y distancias del puerto tan mal hechas como después ha parecido, y en fin, como hombre que no se atrevió a saltar a tierra por temor de los indios de guerra y que midió imaginariamente desde un barco y mareado lo que era de tanta importancia.

Uno de los últimos trabajos que llevó a cabo fue el reconocimiento de unos socavones que se estaban excavando en las mina de Huancavelica. Partió a esas alturas en 1642 en cumplimiento a las instrucciones impartidas por el virrey Marqués de Mancera. No se volvió a tener noticias suyas hasta su deceso, acaecido en Lima el 30 de enero de 1645.